# 柏林镇 (平邑县)
柏林镇，是中华人民共和国山東省临沂市平邑县下辖的一个乡镇级行政单位。

## 行政区划
柏林镇下辖以下地区：
柏林村、杨榭村、黄崖村、桥仙庄村、汪家坡村、富饶庄村、固城村、贾庄村、巩固庄村、东武安村、柘沟村、宋合村、永锡村、东峪村、大涝峪村、蒙阳裕村、金裕村、前南林村、方兴村、兴蒙村、蒙山村、康胜村、玉源村、北桥村、沂蒙山庄村、丰源村、鑫合村、苏河城村和永太村。